# 日本福祉大学

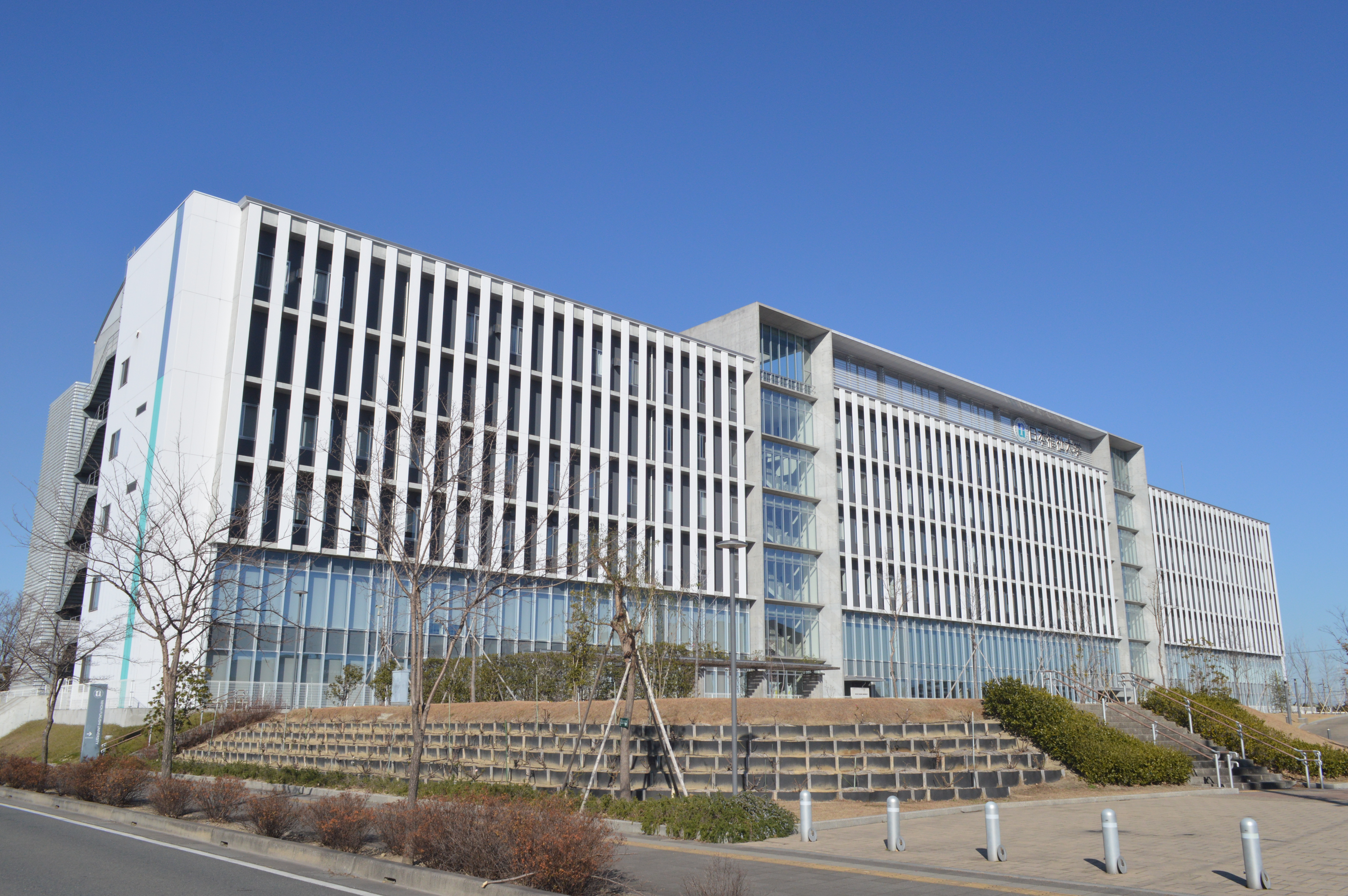
东海市 (日本)校区

日本福祉大学是一所位于日本爱知县的私立大学。

## 历史
1957年创建于日本爱知县，在多个城市拥有校区。